# Sciurumimus
Sciurumimus – rodzaj teropoda z grupy tetanurów (Tetanurae) żyjącego w późnej jurze na terenach współczesnej Europy. Został opisany w 2012 roku przez Olivera Rauhuta i współpracowników na podstawie doskonale zachowanego szkieletu juwenilnego osobnika. Skamieniałość odkryto w datowanych na późny kimeryd osadach pochodzących z kamieniołomu Rygol w pobliżu Painten w Bawarii.

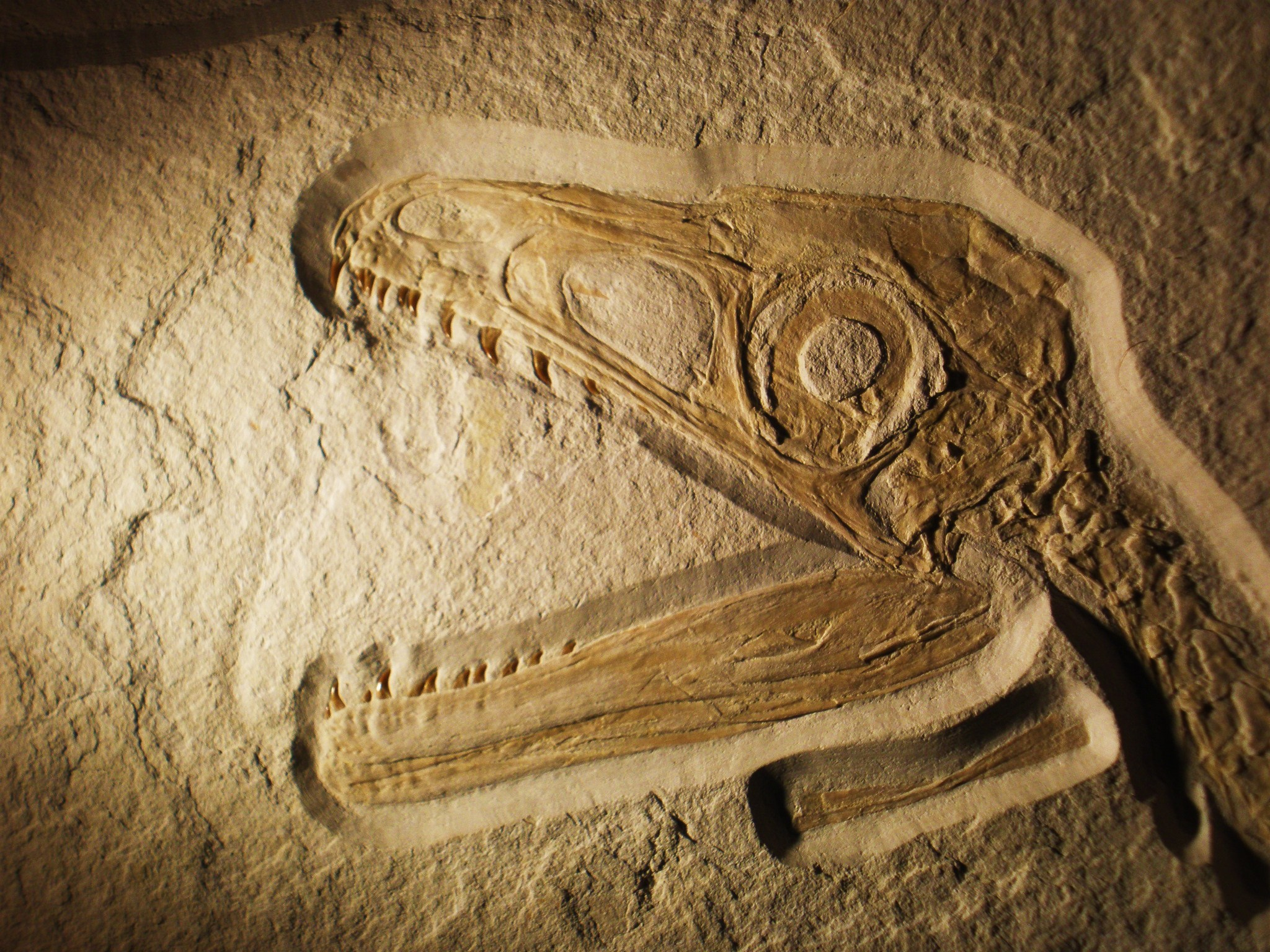
Głowa okazu holotypowego

Holotyp i zarazem jedyny znany okaz Sciurumimus należy do osobnika bardzo młodego, prawdopodobnie zmarłego niewiele po wykluciu. Czaszka jest stosunkowo duża – dłuższa od kości udowej i kręgów szyjnych. Duże rozmiary osiągały także nozdrza, stanowiące około 13% długości czaszki, oraz oczodoły. Sciurumimus miał 13 kręgów szyjnych i 10 tułowiowych. Pięć kręgów krzyżowych nie jest zrośniętych. Niezrośnięte są także szwy neurocentralne kręgów i poszczególne kości tworzące puszkę mózgową. Kończyny przednie względnie krótkie i masywne. W kilku miejscach zachowały się tkanki miękkie: z tyłu kości piszczelowej prawdopodobnie szczątki mięśnia, a na ogonie i brzuchu odciski nitkowatych (nierozgałęzionych) protopiór. Na ogonie odkryto także odciski gładkiej skóry, bez wyraźnych śladów łusek.
Gatunkiem typowym rodzaju jest Sciurumimus albersdoerferi. Nazwa rodzajowa pochodzi od wiewiórek (Sciurus) oraz greckiego słowa mimos („naśladować”), co odnosi się do upierzenia ogona zwierzęcia. Epitet gatunkowy honoruje Raimunda Albersdörfera, który udostępnił holotyp do badań. Według analizy filogenetycznej przeprowadzonej przez Rauhuta i wsp. Sciurumimus należy do kladu megalozauroidów (Megalosauroidea), w którym zajmuje pozycję siostrzaną do przedstawicieli Megalosauridae. Jako taki jest najbardziej bazalnym spośród wszystkich znanych niekwestionowanych pierzastych teropodów. Nie jest on blisko spokrewniony z jurawenatorem, także żyjącym w późnej jurze w Bawarii i również znanym z jednego szkieletu juwenilnego osobnika podobnej wielkości i o niemal identycznych proporcjach. Późniejsza analiza przeprowadzona przez Godefroita i współpracowników (2013) wykazała natomiast, że Sciurumimus nie należał do Megalosauroidea, lecz był jednym z najbardziej bazalnych znanych celurozaurów (autorzy zaznaczają jednak, że na taki wynik analizy mogło mieć wpływ uwzględnienie w analizie tylko nielicznych tetanurów nienależących do celurozaurów); taka pozycja filogenetyczna oznacza jednak, że w Sciurumimus w dalszym ciągu jest najbardziej bazalnym niekwestionowanym pierzastym teropodem.